# Thomas Bangalter
 (février 2025).
Si vous disposez d'ouvrages ou d'articles de référence ou si vous connaissez des sites web de qualité traitant du thème abordé ici, merci de compléter l'article en donnant les références utiles à sa vérifiabilité et en les liant à la section « Notes et références ».
Pour les articles homonymes, voir Bangalter.
Thomas Bangalter, né le 3 janvier 1975 à Paris, est un musicien, chanteur, disc-jockey, producteur, réalisateur et scénariste français connu pour avoir fondé, avec Guy-Manuel de Homem-Christo, le duo de musique électronique Daft Punk en 1993.

## Biographie
Thomas Bangalter est né le 3 janvier 1975 à Paris. Il est le fils de la chorégraphe Thérèse Thoreux et de Daniel Bangalter, alias Daniel Vangarde, auteur-compositeur et producteur pour des artistes сomme les Gibson Brothers, Ottawan et Sheila Black Devotion,.
En 1986, Thomas Bangalter rencontre Guy-Manuel de Homem-Christo au collège Carnot, section collégienne du lycée Carnot, situé dans le 17e arrondissement de Paris. Avec Laurent Brancowitz, futur guitariste du groupe Phoenix, ils forment le groupe de rock Darlin' en 1992. À la suite de l'échec critique et commercial de leurs deux uniques morceaux publiés sur une compilation, Guy-Manuel et Thomas forment Daft Punk en 1993.
En 1995, il fonde son propre label de house, Roulé, où seront publiés ses quelques titres en solo, ses collaborations avec DJ Falcon et quelques autres artistes[réf. nécessaire].
En 1998, il cofonde avec Alan Braxe et Benjamin Diamond le groupe éphémère Stardust, dont l'unique titre Music Sounds Better with You rencontre un grand succès[réf. nécessaire].
En 2002, il signe la bande originale du film Irréversible de Gaspar Noé, avec Vincent Cassel et Monica Bellucci. La même année, il cosigne le scénario de Interstella 5555, un anime basé sur l'album Discovery[réf. nécessaire].
Toujours en 2002, il apparait sur l'album du 113 nommé 113 fout la merde sur le morceau 113 fout la merde[réf. nécessaire].
En 2009, il collabore à nouveau avec Gaspar Noé pour la bande sonore de Enter the Void[réf. nécessaire].
En janvier 2010, il est promu au grade de chevalier de l'ordre des Arts et des Lettres.
Artiste aussi prolifique que discret, il refuse de se montrer à visage découvert — règle qu'il s'est imposée au sein des Daft Punk — sauf en de rares occasions, comme lors de la soirée Alors les filles on fête Noël en décembre 2006 ou lors de la soirée d'anniversaire de l'ex-manager du duo Daft Punk Busy P. à Los Angeles en avril 2009. Il est un des initiateurs de la French Touch, grâce à ses nombreuses collaborations[réf. nécessaire].
Il est l'auteur du titre Gym Tonic en 1998 pour Bob Sinclar, disponible sur l'album Paradise. Bob Sinclar a utilisé la chanson en version maxi sans son consentement et s'est approprié la paternité du morceau, créditant Thomas Bangalter sur l'album de «remixer ». Les avocats de Jane Fonda sont allés en justice car sa voix avait été samplée sans son accord.
En 2011, il réalise le court-métrage publicitaire "S/S 2012" pour la marque de vêtements Co, dans lequel joue sa compagne, l'actrice Élodie Bouchez[réf. nécessaire].
En 2015, il apparait brièvement dans le long-métrage Réalité de Quentin Dupieux[réf. nécessaire].
Le 22 février 2021, le duo Daft Punk qu'il forme avec Guy-Manuel de Homem-Christo se sépare.
Après la séparation du groupe, Bangalter semble s'orienter vers la composition pour l'audiovisuel. Il participe ainsi à la bande originale du film En Corps de Cédric Klapisch (même si l'essentiel de la musique est signé Hofesh Shechter) puis compose la musique de la série Irma Vep réalisée par Olivier Assayas pour HBO, dont la diffusion commence en juin 2022.
Il a été sollicité par Angelin Preljocaj pour réaliser la musique de son ballet pour l'Opéra national de Bordeaux intitulé Mythologies. Les premières représentations ont eu lieu en juillet 2022 à Bordeaux avant une tournée. Il a composé pour l'occasion 1 h 30 de musique acoustique, sans aucun son électronique. Un album de 23 morceaux, intitulé Mythologies sort le 7 avril 2023, regroupant la musique réalisée pour le ballet,.
Le 15 août 2023, il est annoncé à la bande originale du film de Quentin Dupieux, Daaaaaalí !.
Le 15 décembre 2023, il est annoncé comme président du grand jury de l'édition 2024 du Festival International de la Bande Dessinée.
En 2024, il collabore avec Alice Rohrwacher et JR pour la bande sonore de Allégorie citadine.

## Vie privée
Bangalter est marié à l'actrice française Élodie Bouchez, avec qui il a deux fils : Tara-Jay (né en 2002) et Roxan (né en 2008),,. En 2004, ils se sont installés à Beverly Hills, en Californie, en raison de la carrière d’Élodie Bouchez à Hollywood et des intérêts de Bangalter dans la production cinématographique. Ils vivent actuellement à Paris, tandis que les bureaux de création de Daft Punk étaient à Los Angeles.
Il a été rapporté que Bangalter avait quitté le DJing dans les clubs en raison d'un acouphène en 2002. Il aurait déclaré : « J'ai abandonné parce que je veux protéger mes oreilles. » Orde Meikle de Slam a déclaré plus tard que Bangalter s'était suffisamment rétabli de la maladie, affirmant qu'« il avait un peu peur et pensait avoir endommagé son oreille et devait prendre des mesures décisives pour voir la gravité des dommages ».

## Prises de position
Lors d'une soirée caritative organisée par Michel Hazanavicius avec Tom Hanks, Catherine Deneuve, Alain Delon et Natalie Portman, en décembre 2022 par la plateforme United24, Thomas participe aux actions pour reconstruire la ville d'Irpin en Ukraine.

## Distinctions
- Chevalier de l'ordre des Arts et des Lettres (2010).

## Discographie

### Albums
- Irréversible (2002) - Bande originale du film
- Tron: Legacy (2010) - Bande originale du film (avec Daft Punk)
- Enter the Void (2010) -  Sound design du film
- Climax (2018) - Bande originale du film
- Mythologies (2023) - Musique pour le ballet de Angelin Preljocaj
- Daaaaaalí ! (2023) - Bande originale du film

### EPs & singles
- Trax On Da Rocks (1995)
- Roulé Boulé (1995)
- What To Do (1995)
- Outrun (1995)
- Ventura (1995)
- Spinal Scratch (1996)
- Trax On Da Rocks & Trax On Da Rocks Vol. 2 (1998)
- Outrage (2003) - extraits de la B.O. d'Irréversible
- Riga Take 5 (2018)

| Trax On Da Rocks                                                       | 1995 | Hors album   |
| Spinal Scratch                                                         | 1996 | Irréversible |
| Trax On Da Rocks Vol.2                                                 | 1998 | Hors album   |
| Outrage                                                                | 2003 | Irréversible |
| « — » signifie que le single ne s'est pas classé ou sorti dans le pays |      |              |

### Collaborations
- Manu le malin - 12.02 (Black Day) - en coproduction avec Manu le malin
- Stardust - Music Sounds Better With You (1998) - avec Alan Braxe et Benjamin Diamond
- Bob Sinclar - Gym Tonic  (1998) - Ceci n'est pas une réelle collaboration, Bob Sinclar s'étant approprié les droits de cette musique.
- Together - So Much Love To Give (2002) - avec DJ Falcon
- Together - Together - avec DJ Falcon
- 113 - 113 Fout La Merde (2002) - avec le groupe 113. Il réalise le vocoder sur l'ensemble de la musique
- DJ Mehdi - Signatune (Thomas Bangalter Edit) (2007)
- Kanye West - Stronger (2007) -  Kanye West a utilisé une boucle du morceau "Harder, Better, Faster, Stronger" de Daft Punk. Sample qui fut par la suite approuvé par le duo.
- N.E.R.D - Hypnotize U (2010)
- Kanye West - On Sight (2013)
- Kanye West - Black Skinhead (2013)
- Kanye West - I Am A God (2013)
- Kanye West - Send It Up (2013)
- Pharrell Williams - Gust of Wind (2014)
- The Weeknd - Starboy (2016)
- The Weeknd - I Feel It Coming (2016)
- Parcels - Overnight (2017) - dernier morceau produit par le duo Bangalter / de Homem-Christo
- Matthieu Chédid - Superchérie (2018)
- Matthieu Chédid - L'autre paradis (2019)
- Lil Nas X - LIGHT AGAIN! (2024)